# KEXB
Koordinaten: 33° 14′ 34″ N, 96° 32′ 30″ W
KEXB „Experts in Business“ ist ein Radiosender in Plano, Texas. Die Station sendet Wirtschaftsnachrichten und arbeitet mit Bloomberg Netzwerk zusammen. KEXB sendet auf Mittelwelle 620 kHz mit 5 kW. Eigentümer ist die Salem Media Group.
Der Sender existiert seit 1939 und sendete bis 1995 unter dem Rufzeichen KWFT, anschließend drei Jahre als KAAM und schließlich als KMKI. 2015 dünnte das Unternehmen sein Portfolio an Stationen aus und Salem kaufte KMKI Plano in Texas für 3 Millionen US-Dollar. Später wurde das Rufzeichen in KEXB geändert.